# Chalcionellus
Chalcionellus (лат.) — род жуков-карапузиков из подсемейства Saprininae.

## Описание
Переднеспинка близ передних углов с грубо пунктированными заглазничными ямками. На лбу нет поперечных морщинок.

## Виды
Некоторые виды рода:
- Chalcionellus aemulus (Illiger, 1807)
- Chalcionellus aeneovirens (Schmidt, 1890)
- Chalcionellus amoenus (Erichson, 1834)
- Chalcionellus blanchii (Marseul, 1855)
- Chalcionellus decemstriatus (Rossi, 1792)
- Chalcionellus ibericus Dahlgren, 1969
- Chalcionellus prolixus Reichardt, 1932
- Chalcionellus turcicus (Marseul, 1857)
- Chalcionellus tyrius (Marseul, 1857)